# هورشیتسه
هورشیتسه (به چکی: Horšice) یک منطقهٔ مسکونی در جمهوری چک است که در Plzeň-South District واقع شده‌است. هورشیتسه ۹٫۷۱ کیلومتر مربع مساحت و ۴۳۶ نفر جمعیت دارد و ۴۲۵ متر بالاتر از سطح دریا واقع شده‌است.